# Tisserin nélicourvi
Ploceus nelicourvi
Espèce
Statut de conservation UICN

 LC  : Préoccupation mineure
Le Tisserin nélicourvi (Ploceus nelicourvi) est une espèce de passereau appartenant à la famille des Ploceidae.